# Лара Тейшейра
Лара Тейшейра (порт. Lara Teixeira, 26 листопада 1987) — бразильська плавчиня.
Учасниця Олімпійських Ігор 2008, 2012, 2016 років.
Призерка Панамериканських ігор 2007, 2011 років.
Переможниця Південнамериканських ігор 2010 року.